# دباشری روی
دباشری روی (انگلیسی: Debashree Roy؛ زادهٔ ۸ اوت ۱۹۶۱) هنرپیشه، رقصنده و طراح رقص اهل هند است.
وی در سال ۱۹۹۴ برنده جایزه ملی فیلم بهترین بازیگر زن شده است.
او در فیلم خیابان ۳۶ چورینگی، سوامی ویوکاناندا، اعمال برادر بزرگترم و سوامی ویوکاناندا بازی کرده است.